# QST (Zeitschrift)
QST ist eine US-amerikanische Zeitschrift für Amateurfunk.
Die Zeitschrift erscheint seit Dezember 1915 monatlich, im Jahr 2012 mit einer Auflage von über 156.000 Exemplaren. Sie wird von der American Radio Relay League (ARRL) herausgegeben. Mit der Juni-Ausgabe startete am 23. Mai 2012 die regelmäßige Veröffentlichung einer im Wesentlichen inhaltsgleichen Digitalversion im Mitgliederbereich der ARRL-Website.
Die Buchstabengruppe QST ist ein inoffizieller Q-Schlüssel mit der Bedeutung eines allgemeinen Anrufs an alle Funkamateure.